# Cédric El-Idrissi
Cédric El-Idrissi (La Chaux-de-Fonds, 24 maart 1977) is een voormalige Zwitserse atleet van Marokkaanse afkomst, die gespecialiseerd was in de 400 m horden. Hij veroverde drie nationale titels in deze discipline.

## Loopbaan
El-Idrissi werd vierde op de 4 x 400 m estafette op de wereldindoorkampioenschappen in 2004, samen met zijn teamgenoten Alain Rohr, Martin Leiser and Andreas Oggenfuss in 3.12,62. In de series, eerder die dag, had hetzelfde viertal zelfs een tijd gerealiseerd van 3.09,04, een nationaal record.
Later dat jaar vertegenwoordigde El-Idrissi Zwitserland ook op de Olympische Spelen van Athene, waar hij op zijn specialiteit, de 400 m horden, in de series strandde.  
In 2005 nam El-Idrissi deel aan de Universiade in İzmir, Turkije, waar hij op de 400 m horden als achtste finishte.
Na diverse blessures kondigde El-Idrissi op 2 juli 2007 zijn afscheid van de topsport aan. 
Van beroep is hij econoom en sociaal wetenschapper. Daarnaast werkte hij ook als sportcommentator voor de Zwitserse televisie.

## Titels
- Zwitsers kampioen 400 m horden - 1998, 2003, 2004

## Persoonlijke records
| Onderdeel    | Prestatie | Datum             | Plaats     |
| ------------ | --------- | ----------------- | ---------- |
| 400 m        | 46,45     | 20 september 2003 | Bern       |
| 800 m        | 1.52,19   | 5 september 2003  | Winterthur |
| 400 m horden | 49,10     | 6 juli 2003       | Frauenfeld |

## Palmares

### 400 m horden
- 2004: 6e in serie OS - 49,44 s
- 2005: 5e Europacup A - 51,69 s
- 2005: 8e Universiade - 50,61 s (in ½ fin. 50,49 s)

### 4 x 400 m estafette
- 2004: 4e WK indoor - 3.12,62 (in serie 3.09,04 = nat. rec.)